# Lescouët-Gouarec
Lescouët-Gouarec is een gemeente in het Franse departement Côtes-d'Armor (regio Bretagne) en telt 219 inwoners (2005). De plaats maakt deel uit van het arrondissement Guingamp.

## Geografie
De oppervlakte van Lescouët-Gouarec bedraagt 19,2 km², de bevolkingsdichtheid is 11,4 inwoners per km².
De onderstaande kaart toont de ligging van Lescouët-Gouarec met de belangrijkste infrastructuur en aangrenzende gemeenten.

## Demografie
Onderstaande figuur toont het verloop van het inwonertal (bron: INSEE-tellingen).

1. ↑  Populations de référence 2022.